# Ulvi Yenal
Ulvi Ziya Yenal (né le 10 avril 1908 à Thessalonique à l'époque dans l'Empire ottoman, aujourd'hui en Grèce, et mort le 26 mai 1993 à Istanbul en Turquie) est un joueur de football international turc, qui évoluait au poste d'attaquant et de gardien de but, avant de devenir ensuite entraîneur puis dirigeant.

## Biographie

### Carrière de joueur

#### Carrière en sélection
Avec l'équipe de Turquie, il joue 6 matchs (pour aucun but inscrit) entre 1926 et 1928. Il joue son premier match le 7 mai 1926 face à la Roumanie.
Il figure dans le groupe des sélectionnés lors des Jeux olympiques de 1928. Il joue un match face à l'Égypte lors du tournoi olympique organisé à Amsterdam.

### Carrière d'entraîneur
Il dirige la sélection turque pendant deux matchs lors du tournoi olympique de 1948 organisé à Londres.